# ولايات أستراليا وأقاليمها

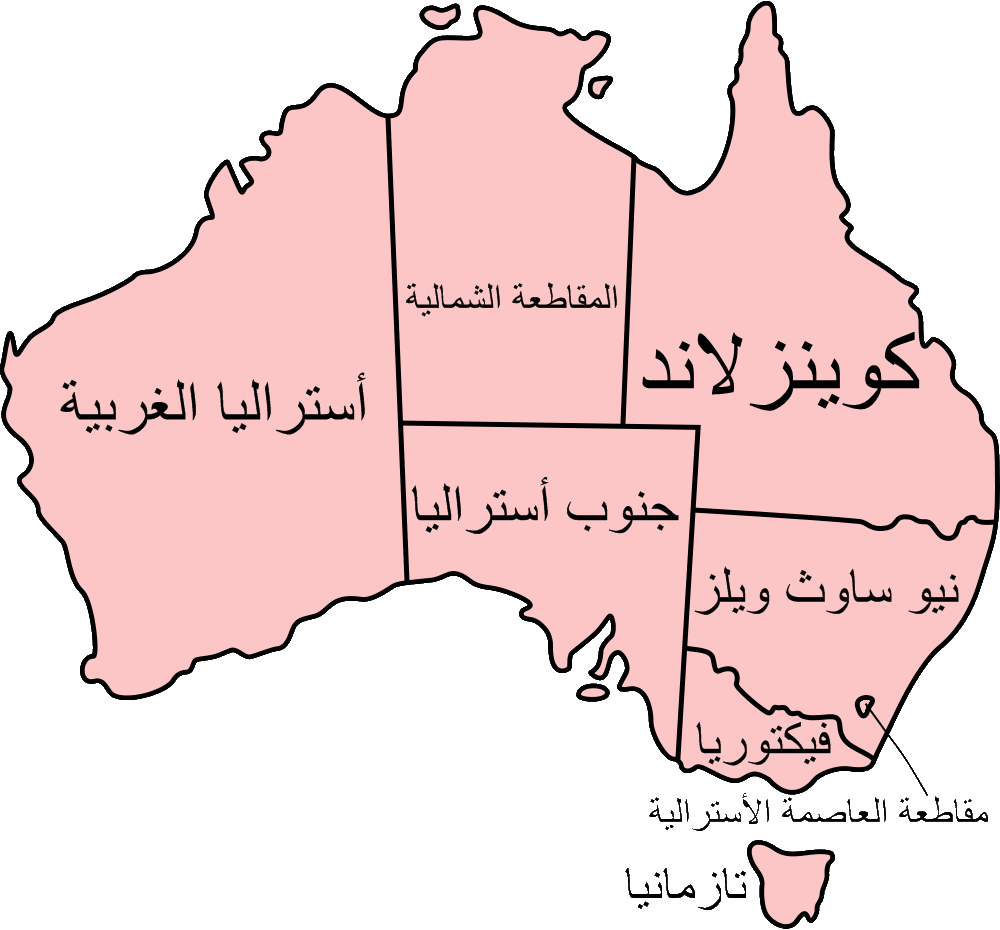
ولايات أستراليا

الولايات والأقاليم هي تقسيمات إدارية فدرالية في أستراليا، تحكمها الحكومات الإقليمية التي تشكل المستوى الثاني من الحكم. الولايات ذات أنظمة حكم ذاتي ذات سيادة غير كاملة (بعد أن تنازلت عن بعض الحقوق السيادية للفيدرالية) ولها دساتيرها ومجالسها التشريعية وإداراتها وبعض السلطات المدنية الخاصة بها التي تدير وتنفذ معظم السياسات والبرامج العامة. يمكن أن تتمتع الأقاليم بالحكم الذاتي وتدير السياسات والبرامج المحلية مثل الولايات في الممارسة العملية، لكنها لا تزال خاضعة دستوريًا وماليًا للحكومة الفيدرالية وبالتالي لا تتمتع بسيادة حقيقية.

## الولايات والأقاليم

### الولايات
| العلم | الولاية          | الاختصار | أيزو   | العاصمة | عدد السكان (سبتمبر 2022) | المساحة (كم2) | الكثافة السكانية (/كم2) | عدد النواب في مجلس نواب أستراليا | الحاكم           | رئيس الوزراء (الحزب) | رئيس الوزراء (الحزب)               | الحكومة                |
| ----- | ---------------- | -------- | ------ | ------- | ------------------------ | ------------- | ----------------------- | -------------------------------- | ---------------- | -------------------- | ---------------------------------- | ---------------------- |
|       | نيوساوث ويلز     | NSW      | AU-NSW | سيدني   | 8٬193٬549                | 809,952       | 9.99                    | 47                               | Margaret Beazley |                      | Chris Minns (حزب العمال)           | حكومة نيوساوث ويلز     |
|       | فيكتوريا         | VIC      | AU-VIC | ملبورن  | 6٬656٬281                | 237,657       | 27                      | 38                               | Linda Dessau     |                      | دانيال اندروز (حزب العمال)         | حكومة فيكتوريا         |
|       | كوينزلاند        | QLD      | AU-QLD | بريزبان | 5٬354٬801                | 1,851,736     | 2.84                    | 30                               | Jeannette Young  |                      | Annastacia Palaszczuk (حزب العمال) | حكومة كوينزلاند        |
|       | أستراليا الغربية | WA       | AU-WA  | برث     | 2٬805٬019                | 2,642,753     | 1.05                    | 16                               | Chris Dawson     |                      | Mark McGowan (حزب العمال)          | حكومة أستراليا الغربية |
|       | جنوب أستراليا    | SA       | AU-SA  | أديلايد | 1٬828٬701                | 1,044,353     | 1.73                    | 10                               | فرانسيس آدمسون   |                      | Peter Malinauskas (حزب العمال)     | حكومة جنوب أستراليا    |
|       | تاسمانيا         | TAS      | AU-TAS | هوبارت  | 571٬873                  | 90,758        | 6.28                    | 5                                | Barbara Baker    |                      | Jeremy Rockliff (الحزب الليبرالي)  | حكومة تاسمانيا         |

### الأقاليم

#### الأقاليم الداخلية
| العلم | الإقليم                  | الاختصار | أيزو   | العاصمة (أو أكبر مستوطنة) | عدد السكان (سبتمبر 2022) | المساحة (كم2) | الكثافة السكانية (/كم2) | عدد النواب في مجلس نواب أستراليا | المحافظ          | رئيس الوزراء (الحزب) | رئيس الوزراء (الحزب)       | الحكومة                        |
| ----- | ------------------------ | -------- | ------ | ------------------------- | ------------------------ | ------------- | ----------------------- | -------------------------------- | ---------------- | -------------------- | -------------------------- | ------------------------------ |
|       | إقليم العاصمة الأسترالية | ACT      | AU-ACT | كانبرا                    | 459٬048                  | 2,358         | 192                     | 3                                | لا شيء           |                      | أندرو بار (حزب العمال)     | حكومة إقليم العاصمة الأسترالية |
|       | الإقليم الشمالي          | NT       | AU-NT  | داروين                    | 250٬602                  | 1,419,630     | 0.18                    | 2                                | Vicki O'Halloran |                      | Natasha Fyles (حزب العمال) | حكومة الإقليم الشمالي          |
|       | إقليم خليج جرفيس         | NSW      | –      | لا شيء (قرية خليج جرفيس)  | 405                      | 67            | 6.04                    | (جزء من تقسيم فينير)             | لا شيء           | لا شيء               | لا شيء                     |                                |

#### الأقاليم الخارجية
| العلم | الإقليم                            | اختصار | أيزو | العاصمة (أو أكبر مدينة) | عدد السكان (سبتمبر 2022) | المساحة (كم2) | الكثافة السكانية (/كم2) | عدد النواب في مجلس نواب أستراليا | المحافظ        | العمدة          |
| ----- | ---------------------------------- | ------ | ---- | ----------------------- | ------------------------ | ------------- | ----------------------- | -------------------------------- | -------------- | --------------- |
|       | جزيرة نورفولك                      | NSW    | NF   | كينغستون                | 2٬601                    | 35            | 74                      | (جزء تقسيم بيين)                 | إريك هاتشينسون | Robin Adams     |
|       | جزيرة كريسماس                      | WA     | CX   | فلاينغ فيش كوف          | 1٬938                    | 135           | 14                      | (جزء تقسيم اللينجياري)           | شاغر           | Gordon Thompson |
|       | جزر كوكوس                          | WA     | CC   | ويست آيلند              | 547                      | 14            | 39                      | (جزء تقسيم اللينجياري)           | شاغر           | أينديل مينكوم   |
|       | الإقليم في القارة القطبية الجنوبية | TAS    | AQ   | لا شيء (محطة ديفيس)     | 60                       | 5,896,500     | 0.0000102               | –                                | لا شيء         | لا شيء          |
|       | جزر بحر المرجان                    | –      | –    | لا شيء (جزيرة ويليس)    | 4                        | 780,000       | 0.000005                | –                                | لا شيء         | لا شيء          |
|       | جزر أشمور وكارتيير                 | –      | –    | لا شيء                  | 0                        | 199           | 0                       | –                                | لا شيء         | لا شيء          |
|       | جزيرة هيرد وجزر ماكدونالد          | TAS    | HM   | لا شيء (أطلس كوف)       | 0                        | 372           | 0                       | –                                | لا شيء         | لا شيء          |

يخضع كل إقليم خارجي لقانون صادر عن البرلمان الاتحادي. تحتوي هذه القوانين على غالبية الأحكام التي تحدد الهيكل القانوني والسياسي المطبق في تلك المنطقة الخارجية. بموجب القسم 122 من الدستور الأسترالي، يتمتع البرلمان الفيدرالي بالسلطة الكاملة لسن القوانين لجميع الأقاليم بما في ذلك جميع الأقاليم الخارجية.
صوتت جزر كوكوس (كيلينغ) لصالح الاندماج في عام 1984. وتشكل هاتان المنطقتان، إلى جانب جزيرة كريسماس، أقاليم المحيط الهندي الأسترالية. تُطبق قوانين الكومنولث تلقائيًا على الأقاليم ما لم يُنص صراحة على خلاف ذلك ويتبع سكان كلا الإقليمين الخارجيين بللانتخابات الفيدرالية للإقليم الشمالي.
على الرغم من أن جزيرة هيرد وجزر ماكدونالد غير مأهولة بالسكان، إلا أن الحكومة المركزية تعاملها دستوريًا كجزء من أستراليا.
وضع جزيرة نورفولك مثير للجدل، حيث تتخذ الحكومة الحالية (اعتبارًا من 2018 ) تدابير لدمج الإقليم في أستراليا (بما في ذلك التمثيل في البرلمان والتصويت). لم يوافق سكان جزر نورفولك رسميًا على هذا التغيير في الوضع الدستوري وأكدوا أنهم ليسوا أستراليين.
| الإقليم                            | مراجع         | تخضع لقوانين             | تخضع لمحاكم              | جزء من ناخبي          | جزء من ناخبي             |
| الإقليم                            | مراجع         | تخضع لقوانين             | تخضع لمحاكم              | مجلس نواب أستراليا    | مجلس الشيوخ              |
| ---------------------------------- | ------------- | ------------------------ | ------------------------ | --------------------- | ------------------------ |
| جزيرة كريسماس                      | [ 12 ]        | أستراليا الغربية         | أستراليا الغربية         | تقسيم اللينجياري      | الإقليم الشمالي          |
| جزر كوكوس                          | [ 13 ]        | أستراليا الغربية         | أستراليا الغربية         | تقسيم اللينجياري      | الإقليم الشمالي          |
| إقليم خليج جرفيس                   | [ 14 ]        | إقليم العاصمة الأسترالية | إقليم العاصمة الأسترالية | تقسيم فينير           | إقليم العاصمة الأسترالية |
| جزيرة نورفولك                      | [ 15 ]        | نيوساوث ويلز             | جزيرة نورفولك            | تقسيم بيين            | إقليم العاصمة الأسترالية |
| جزر أشمور وكارتيير                 | [ 16 ]        | الإقليم الشمالي          | الإقليم الشمالي          | (لا يوجد سكان دائمون) | (لا يوجد سكان دائمون)    |
| الإقليم في القارة القطبية الجنوبية | [ 17 ]        | إقليم العاصمة الأسترالية | إقليم العاصمة الأسترالية | (لا يوجد سكان دائمون) | (لا يوجد سكان دائمون)    |
| جزيرة هيرد وجزر ماكدونالد          | [ 18 ]        | إقليم العاصمة الأسترالية | إقليم العاصمة الأسترالية | (لا يوجد سكان دائمون) | (لا يوجد سكان دائمون)    |
| جزر بحر المرجان                    | [ 19 ] [ 20 ] | إقليم العاصمة الأسترالية | جزيرة نورفولك            | (لا يوجد سكان دائمون) | (لا يوجد سكان دائمون)    |

### الأقاليم السابقة

#### الداخلية
لم يعد هناك إقليمان داخلييان أنشأتهما الحكومة الفيدرالية الأسترالية بموجب القسم 122 من دستور أستراليا:
- وسط أستراليا (1926-1931)، ويتألف من منطقة الإقليم الشمالي الحالي جنوب خط العرض 20 جنوبًا.[21]
- شمال أستراليا (1926-1931)، ويتألف من مساحة الإقليم الشمالي الحالي شمال خط العرض 20 جنوبًا.[21]

#### الخارجية
كانت تدير الحكومة الفيدرالية دولتان من دول المحيطات الحالية هما بابوا غينيا الجديدة وناورو كأقاليم خارجية بحكم الواقع أو بحكم القانون لفترات مختلفة بين عامي 1902 و1975.

##### بابوا غينيا الجديدة (1883–1949)
- إقليم بابوا:
  - 1883-1902: جزء فعلي من كوينزلاند (بحكم القانون إقليم بريطاني في 1888-1900)
  - 1902–1949: إقليم أسترالي خارجي
- إقليم غينيا الجديدة: 1920-1949، بموجب انتداب عصبة الأمم. كانت المنطقة تُعرف سابقًا باسم غينيا الجديدة الألمانية بين عامي 1884 و1914؛ كانت رسميًا تحت الاحتلال العسكري الأسترالي في 1914-1920).

وضع قانون بابوا وغينيا الجديدة لعام 1949 في أعقاب الحرب العالمية الثانية إقليم غينيا الجديدة في اتحاد إداري مع إقليم بابوا واتحد إقليم بابوا وغينيا الجديدة معًا. ولكن ظلت كلتا المنطقتين متميزتين من الناحية الفنية لبعض الأغراض الإدارية والقانونية، حتى عام 1975، عندما حصل الكيان المشترك في النهاية على الاستقلال باسم بابوا غينيا الجديدة.

##### ناورو (1920–1968)
كانت ناورو في السابق تحكم الإمبراطورية الألمانية الاستعمارية وهي جزء من غينيا الجديدة الألمانية. تلقت الحكومة الأسترالية بعد الحرب العالمية الأولى تفويضًا من عصبة الأمم لحكم ناورو. خضعت أراضي بابوا وإقليم غينيا الجديدة وناورو لسيطرة الحكومة الأسترالية بعد الحرب العالمية الثانية كأقاليم تحت وصاية الأمم المتحدة. حصلت ناورو على الاستقلال في عام 1968.